# Intrum A/S
Intrum A/S, tidligere Intrum Justitia A/S og Crifo-Danmark A/S, er et kreditstyringselskab i Europa, herunder foretager virksomheden inkasso, køb af tilgodehavender, kreditevaluering, fakturaservice, betalingspåmindelser og overvågning af afskrevne fordringer. Intrum Justitia AB blev grundlagt i 1923 i Sverige, og har i dag omtrent 3850 medarbejdere fordelt over 20 lande med kendskab til juridiske og økonomiske forhold. Koncernen har hovedsæde i Sverige, og havde en omsætning på 5,6 milliarder kroner i 2015. Intrum Justitia AB er børsnoteret på NASDAQ OMX i Stockholm siden 2002.
I Danmark er virksomheden grundlagt i 1987 som Crifo-Danmark A/S, men skiftede i 1991 navn til Intrum Justitia A/S, og i 2017 til Intrum A/S.

## Kritik
Virksomheden er blevet kritiseret for at vildlede deres skyldnere i Danmark. I Schweiz er virksomheden blevet kritiseret for at opkræve større gebyrer, end hvad loven berettiger, for opkrævelse af misligholdt gæld.

## Opkrævningsmetoder
Virksomhedens opkrævningsmetoder omfatter blandt andet besøg af gældskonsulenter på en skyldners adresse. En anden metode virksomheden bruger, er telefonisk kontakt til andre personer, der bor på samme adresse som skyldner.

## Ekstern henvisning
- Officiel hjemmeside
- Intrum A/S i Det Centrale Virksomhedsregister (CVR)

 Der er for få eller ingen kildehenvisninger i denne artikel, hvilket er et problem. Du kan hjælpe ved at angive troværdige kilder til de påstande, som fremføres i artiklen.

55°39′53″N 12°30′41″Ø / 55.66472°N 12.51139°Ø